# Hauptflugbuch
Im Hauptflugbuch werden alle Flugbewegungen von Luftfahrzeugen auf einem Flugplatz – zusätzlich zum persönlichen Flugbuch des Piloten und dem Bordbuch des Luftfahrzeuges – dokumentiert.

## Rechtliches
Der Verantwortliche Luftfahrzeugführer hat an den Flugplatz vor dem Start bzw. nach der Landung zu übermitteln
- Luftfahrzeugmuster
- Luftfahrzeugkennzeichen
- Anzahl der Besatzungsmitglieder
- Anzahl der Fluggäste
- Art des Fluges
- Start- bzw. Zielflugplatz (bei Überlandflügen)

Dies ergibt sich aus § 70 Abs. 1 LuftVG. Daneben schreibt § 30 Abs. 3 Nr. 3a die Erfassung der Start- und Landezeiten im Bordbuch vor.
In der Praxis werden diese Informationen am Flugplatz gemeinsam im Hauptflugbuch dokumentiert.

## Durchführung
Die Übermittlung der Daten erfolgt bei IFR-Flügen durch den schriftlichen
Flugplan, bei VFR-Flügen üblicherweise über Flugfunk. Geführt wird das Hauptflugbuch an kleinen Plätzen durch den Flugleiter, an größeren Plätzen durch Fluglotsen. An Plätzen, an denen
ohne Flugleiter geflogen werden darf, übermittelt der Pilot die erforderlichen Daten
schriftlich, damit sie vom Flugplatz-Personal nacherfaßt werden können.
Das Hauptflugbuch wird auf kleinen Flugplätzen oft handschriftlich, auf größeren Plätzen elektronisch geführt.

## Kontrollen
Das Hauptflugbuch kann von den zuständigen Behörden (Zoll, Polizei, Landesluftfahrtbehörde) eingesehen werden.

## Beispiel eines Hauptflugbuchs
| Kennzeichen | Luftfahrzeugmuster | Art        | Datum      | Startzeit | Landezeit | Besatzung | PAX | Start-/Zielort                |
| ----------- | ------------------ | ---------- | ---------- | --------- | --------- | --------- | --- | ----------------------------- |
| D-ECIR      | Cirrus SR20        | Start      | 25.10.2007 | 12:35     |           | 1         | 0   | Wiefelstede-Conneforde / EDWP |
| D-MNOP      | Remos G3-Mirage    | Platzrunde | 26.10.2007 | 12:38     | 12:41     | 1         | 1   |                               |
| D-EABC      | Diamond DA20       | Landung    | 26.10.2007 |           | 12:45     | 1         | 0   | Hildesheim / EDVM             |
| D-KXYZ      | Diamond HK36       | Landung    | 26.10.2007 |           | 12:55     | 1         | 0   | Emden / EDWE                  |